# Димитрије Туцовић
Димитрије Туцовић (Гостиље, код Чајетине, 13. мај 1881 — Враче брдо, код Лајковца, 20. новембар 1914) био је правник, политичар, новинар и публициста, као и истакнути вођа и теоретичар социјалистичког покрета у Србији и један од оснивача Српске социјалдемократске партије (ССДП).
Прва сазнања о социјализму добио је у Ужичкој гимназији од свог друга Радована Драговића. Школовање је наставио 1899. у Београд, где је такође наставио са радом на пропагирању социјализма. Године 1901, након обнављања Београдског радничког друштва, формирао је социјалистичку групу великошколаца и постао члан Управе радничког друштва са жељом да ради на формирању модерних синдиката. Током 1902. и 1903. био је организатор неколико демонстрација против режима краља Александра Обреновића, због чега је морао да емигрира.
Након Мајског преврата, вратио се у Србију и августа 1903. учествовао у оснивању Српске социјалдемократске странке (ССДС). Тада је постао уредник страначког листа Радничке новине. На Другом конгресу Радничког савеза и ССДС 1904. одржао је реферат о синдикалним организацијама. Године 1906. је дипломирао право на Београдском универзитету, након чега је отишао у Беч на специјализацију, али се 1908. вратио у Србију и исте године био изабран за секретара ССДС.
Почетком 1910. је у Београду организовао Прву балканску социјалистичку конференцију, на којој је покренута идеја о стварању Балканске федерације. Исте године је покренуо теоријски часопис Борба, чији је био главни уредник. Као представник ССДП учествовао је на многим међународним радничким конгресима и скуповима. На међународном плану, ССДП је била чланица Друге интернационале, а он је сарађивао са многим истакнутим личностима попут Розе Луксембург. На Међународном социјалистичком конгресу у Копенхагену, августа 1910. одржао је значајан говор у коме је критиковао социјалисте западних земаља због њиховог држања поводом аустроугарске анексије Босне и Херцеговине. У полемици са аустријским социјалистом Карлом Ренером указао је на колонијално-поробљивачку политику Аустроугарске.
Као резервни официр током 1912. и 1913. учествовао је у Првом балканском рату и војном походу у Албанији. Своја неслагања са овом политиком изнео је у књизи Србија и Арбанија, где се супротставио освајачким плановима Владе Николе Пашића, оцењујући их као империјалистичке. Након повратка из војске поново се посветио раду у радничком покрету, а 1914. је члан Међународног социјалистичког бироа.
Непосредно пред почетак Првог светског рата, отишао је у Берлин са циљем да докторира, али се одмах по избијању рата вратио у Србију и ступио у Српску војску. Као резервни капетан друге класе, погинуо је у току Колубарске битке, на Враче брду у околини Лазаревца. Након смрти, његови посмртни остаци су чак пет пута сахрањивани на разним локацијама, а 2016. су пренете у Алеју великана на Новом гробљу. Године 1974. снимљена је телевизијска серија о његовом животу.
Написао је неколико брошура и збирки репортажа, међу којима су — За социјалну политику, У изборну борбу, Порези: једна жалосна глава у политици српске буржоазије, Србија и Арбанија и др. Писао је за многе иностране новине и часописе, а преводио је дела Маркса, Бебела и Кауцког.

## Биографија
Рођен је 13. маја 1881. у Туцовићима, засеоку златиборског села Гостиље, код Чајетине, где се данас налази његова родна кућа. У време његовог рођења, кроз ово село пролазио је пут којим се од Ужица путовала према Санџаку, Црној Гори и Херцеговини. Како је многим путницима било згодно да заноће управо у овом селу, оно је прозвано Гостиље. Као и већина становништва ужичког краја, породица Туцовић је водила порекло из црногорских и херцеговачких крајева. Били су познати као бистри и разборити људи и трудили су се да школују своју децу, више него остали Гостиљци, али и Златиборци, па су у неколико генерација дали велики број свештеника, учитеља, правника и др. Димитрије је на рођењу добио име свога деде који је био свештеник, а жеља његовог оца је била да и он кад порасте настави породичну традицију и буде свештеник.
Димитријев отац Јеврем Туцовић је веома млад завршио богословију, али се није могао одмах запопити, па је извесно време радио као учитељ у Карану и Ариљу. Након што се у тридесетој години оженио Јефимијом Цицварић, ћерком богатог трговца Јована Цицварића из Никојевића, добио је парохију. У периоду од 1874. до 1890, Јеврем и Јефимија су изродили осморо деце, пет синова и три кћери — Владимира, Мару, Јеленку, Чедомира, Димитрија, Стевана, Косту и Драгицу. Најмлађа ћерка Драгица је рођена у Ужицу, а сви остали у Гостиљу. Двојица од петорице браће Туцовић су рано преминули — Коста као трогодишњи дечак, а Чедомир као ученик четвртог разреда Ужичке реалке. Поред Димитрија, у историји су остала забележена и његова два брата, официри Владимир и Стеван Туцовић.

### Школовање у Ужицу 1893—1899.
Како би својој деци омогући боље услове за школовање прота Јеврем се 1885. са породицом преселио у Ужице, где је све до 1893. хонорарно радио као вероучитељ у Ужичкој реалци. Овде је 1889. Димитрије пошао у основну школу. Наследивши од свог оца изричиту физичку развијеност, био је скоро за главу виши од својих вршњака. Познат не само по својој висини, него и по природној бистрини, често се дружио са ђацима из старијих разреда, који су му били сличнији и по узрасту и по знању. Септембра 1893. пошао је у први разред Ужичке реалке, а како је од раније имао навику да се дружи са старијим ђацима, овде се 1895. као ученик трећег разреда упознао са три године старијим Радованом Драговићем. Дружећи се са њим, упознао се са разним друштвеним темама, а временом је почео да чита књиге, које нису биле у школском програму. Временом је од њега сазнао за социјализам, за социјалистички и раднички покрет и добио на читање прве социјалистичке књиге. Углавном су то биле забрањене књиге Светозара Марковића, Васе Пелагића, Мите Ценића, Николаја Чернишевског и др.
Идеје о социјалној правди су веома брзо нашле присталице међу ученицима Ужичке реалке, а томе је допринео и одређени број професора, који су овде били премештени по казни, тако да је реалка у то време била испуњена ђацима и професорима, који су били противници ауторитарног режима оца и сина краља Милана и Александра Обреновића. Пропагатори првих социјалистичких идеја у Ужицу били су Миладин Радовић и Драгиша Лапчевић, а преко њих су ученици реалке добијали социјалистичке књиге, листове Социјалдемократ и Занатлијски савез, као и лист Златибор, покренут 1885. године. Како је читање социјалистичких књига постало масовно међу ужичким гимназијалцима, они су уз помоћ Драгише Лапчевића, марта 1891. основали литерарну дружину Напредак, која је имала за циљ „умно и морално усавршавање својих чланова, а поред тога и материјално помагање сиромашних ученика”.
Иако није био одличан ученик, Туцовић је у петом разреду реалке читао немачке класике и теоријски часопис Нова ера, а у шестом разреду је објавио свој први превод са француског језика. Посебно се истицао на седницама ђачке литерарне дружине, где се истицао својим теоретским знањем, али и својим запажањима. Био је страсни дискутант, кога су млађи ученици радо слушали. Након одласка Радована Драговића у Загреб, 1896. Димитрије је постао централна личност ђачке дружине и вођа ученика-социјалиста Ужичке реалне гимназије. Они су одржавали везе са ужичким радницима, а 1897. након оснивања Радничког друштва у Ужицу, ученици су се укључили у припреме за обележавање празника рада. Управа школе је ученицима забранила да учествују у прослави празника рада, а на дан 1. маја колона радника је прошла поред зграде гимназије, када је била поздрављена од стране ученика. Након овога „инцидента”, рад ђачке групе Напредак је био забрањен, а полиција је мотрила на делатност ученика.
Августа 1896, Влада Владана Ђорђевића је на предлог министра просвете и црквених дела Андре Николића у интересу штедње донела одлуку о укидању неколико гимназија у Краљевини Србији, међу којима је била и ужичка реалка. Ова одлука је примљена са великим негодовањем, а посебно у градовима којима су биле укинуте гимназије. Ужички ученици-социјалисти су се у знак револта одлучили на акцију — Димитрије Туцовић, Таса Миливојевић и Сретен Вукашиновић су у току ноћи на крову гимназије окачили велику црвену заставу и протестну паролу. Пошто је Димитрије био познат као вођа ученика-социјалиста, према ранијем договору, он је исте вечери отпутовао у родно Гостиље, како би заварао траг пред полицијом. Залагањем вршиоца дужности директора гимназије Живка Петровића, овај догађај није схваћен превише озбиљно па значајнија истрага није ни вођена, упркос противљењу окружног начелника. Уместо укинуте државне гимназије, у Ужицу је тада основана приватна средња школа „Гимназија Војводе Милана Обреновића”, у којој је Димитрије завршио шести разред. Како је ова приватна гимназија имала само шест разреда, морао је отићи из Ужица на даље школовање, остављајући иза себе кружок ученика-социјалиста међу којима су били — Недељко Дивац, Душан Поповић, Живко Топаловић и др.

### Активност у Београду 1899—1903.
Пошто је Ужичка реална гимназија била затворена, а приватна гимназија имала само шест разреда, Димитрије је морао да настави школовање у неком другом граду. Његови родитељи су одлучили да оде у Београд, па је он септембра 1899. уписао Трећу београдску гимназију, у којој је завршио седми и осми разред. Остао је упамћен његов сукоб са професором историје, познатим књижевником Стеваном Сремцем, у току осмог разреда марта 1901. године. Сукобили су се приликом предавања лекције о Француској револуцији, јер је Сремац као конзервативан човек осудио борбу француских револуционара, а посебно Робеспјера, као једног од њених идеолога. Неки од матураната нису желели да прихвате негативну оцену француских револуционара, али је једино Димитрије реаговао и супротставио се професору. Као одличан ученик, био је на крају школске године ослобођен полагања усмених испита из свих предмета. Настављајући традицију дружења са старијим друговима, он се по доласку у Београд повезао са групом великошколаца-социјалиста, а исте године је у Београд из Граца дошао његов друг и први социјалистички учитељ Радован Драговић. Марта 1901. учествовао је на састанку београдских социјалиста на коме је донета одлука да се обнови рад Београдског радничког друштва и покрене социјалистички лист Напред. Исте године је написао и објавио свој први чланак Први мај 1901, који је био објављен у Радничком листу.
Након матуре, јуна 1901, Димитрије је отишао у Ужице, где се са родитељима договарао око избора факултета који ће уписати. Њихова жеља је била да по узору на свог деду-имењака и он похађа богословију, али је преовладала његова жеља да студира права, па је септембра исте године уписао Правни факултет на београдској Великој школи. Током боравка у Ужицу, написао је три чланка — Бесплатна радна снага, Ужице јуна 1901 и Босотиња у којима је писао о животу ужичких радника-пролетера. Након повратка у Београд, Димитрије је у току лета, према упутствима Радована Драговића учествовао у оснивању првих синдикалних савеза, чиме је брзо стекао запажено место у социјалистичком покрету Београда. Недуго потом, дошло је до обнављања студентског социјалистичког покрета, а када је почетком јануара 1902. обновљен рад Клуба социјалиста великошколаца, Туцовић је био изабран за секретара Клуба. Како су на Великој школи постојали и други студентски клубови, углавном грађанске оријентације, Димитрије се трудио да Клуб студената социјалиста очува утицај у раду општестудентског удружења „Побратимство”, основаног још 1867. године. Прва књига објављена у издању Клуба била је Димитријев превод књиге Бебелове Ђаци и социјализам, у чијем је додатку објављен његов рад Ђачки портрети у Србији.
У свом раду Туцовић се трудио да дође до јаче сарадње између студената и радничких организација, а пре свега радничке омладине. Пар дана након обнављања рада Клуба студената социјалиста, 18. јануара 1902. дошло је до обнављања раније забрањеног листа Радничке новине, у чијем су се уредништву нашли Радован Драговић, Триша Кацлеровић и Димитрије Туцовић. Десетак дана касније, 27. јануара је била одржана Друга скупштина Београдског радничког друштва на којој је Димитрије био изабран за његовог секретара. На овај начин дошло је до преузимања српског социјалистичког покрета од стране најистакнутијих представника марксистичке струје. У сусрет двадесетседмој годишњици смрти првог српског социјалисте Светозара Марковића, било је одлучено да се одговарајуће комеморације одрже у Београду и Јагодини. Истакнута улога у обележавању ове годишњице припала је Димитрију Туцовићу који је у Београду одржао предавање Светозар Марковић преглед живота и рада, а затим у Јагодини положио венац на његов гроб.
У време Туцовићевих студија, Велика школа се налазила у Капетан-Мишином здању, у којој су такође биле одржаване седнице Народне скупштине и Сената Краљевине Србије. Непоштовање закона од стране власти, као и ограничавање личних слобода, били су тада општа појава, па је изгласавање Закона о зборовима и удружењима у Сенату, привукао велику пажњу великошколаца, који су водили борбу за остваривање већих слобода у друштву. Пошто је предложени Закон обећавао знатно веће слободе од претходног, у јавности се све више говорило да Сенат неће прихватити овај Закон. Како би приволели сенаторе да подрже овај Закон, великошколци предвођени Димитријем су организовали демонстрације у којима су поред студената-социјалиста учествовали и други студенти. Приликом демонстрација, одржаних 24. марта 1902, великошколци су посебан прекор упутили политичару Николи Пашићу, вођи Народне радикалне странке, који је у младости био близак сарадник Светозара Марковића и чији је глас у Сенату био утицајан на доношење одлука. Одмах по избијању демонстрација, дошло је до интервенције жандармерије и полиције који су се сукобили са великошколцима, али су се морали повући из зграде Велике школе, због кршења аутономије. Након сукоба, великошколци су одржали протестни збор и усвојили Резолуцију којом је захтевано да се Капетан-Мишино здање, у складу са жељом завештача, користи само као дом великошколаца. Власти су прихвате ову одлуку и иселиле Сенат из Капетан-Мишиног здања, али ово није прешло без репресалија — око 50 студената, међу којима и Димитрије, било је кажњено губитком семестра, а Велика школа је била затворена све до јесени.
Након затварања Велике школе, Димитрије је напустио Београд и отишао код родитеља у Ужице, али је у неколико наврата долазио у Београд, где је маја 1902. постао члан Централног одбора, највишег руководећег форума радничког покрета Србије, чији је задатак био да ради на припреми за стварање партије. Заједно са Драговићем, који је био главни организатор радничког покрета, Кацлеровић и Туцовић су представљали најборбенији део Централног одбора, у коме су се налазиле и присталице других струја, од којих је најјача била група реформиста, међу којима су били Драгиша Лапчевић, Јован Скерлић, Љуба Јовчић, Коста Јовановић и др. У току лета, Туцовић се у Ужицу упознао са Филипом Филиповићем, који је овде по повратку из Русије проводио распуст, јер му је отац био директор ужичке гимназије. У јесен 1902. Димитрије се вратио у Београд и наставио са студијама, али и са радом у радничком покрету у коме је почетком фебруара наредне 1903. на седници Београдског радничког друштва био изабран за његовог секретара.

### Мартовске демонстрације и емиграција
Владавина краља Александра Обреновића била је обележена бројним незаконитим потезима и прогонима политичких противника, па су пред забране социјалистичких листова били забрањени и други опозициони листови попут Одјека и Дневног листа. Марта 1903, у тренутку када се краљ припремао да изврши државни удар и суспендује Устав из 1901, великошколци су почели да намећу дискусију о потреби већих политичких и јавних слобода. Договором клубова студената социјалиста и студената националиста, које су предводили Триша Кацлеровић и Димитрије Туцовић, с једне и Љуба Јовановић Чупа, с друге стране, одлучено је да се у недељу 23. марта 1903. узме учешће на већ заказаном збору трговачких помоћника и чланова студентског друштва „Побратимство”.
Међу говорницима на великим мартовским демонстрацијама, у којима је учествовало око 5.000 људи — радника, ђака и студената, били су Кацлеровић, Јовановић и Туцовић. Како је током збора на Теразијама дошло до сукоба са жандармеријом, демонстранти су извршили напад на редакције прорежимских листова Мале новине и Вечерње новости, након чега је колона демонстраната пошла према Калемегдану, где је Димитрије Туцовић окупљенима одржао свој говор. Као један од најкорпулентнијих демонстраната, био је лако уочљив полицајцима. Пошто су у току демонстрација пале жртве — погинуло је шесторо, а рањено 23 лица (7 демонстраната и 18 жандара) и ухапшено 123 демонстраната, одлучено је да се демонстрације прекину. Исте вечери, у стану Димитрија Туцовића су се ради договора и оцене догађаја окупили Триша Кацлеровић, Таса Миливојевић и Недељко Дивац. Знајући да полиција трага за вођама демонстрација одлучили су да се Димитрије и Таса Миливојевић исте ноћи пребаце преко Саве у Аустроугарску, што су и учинили. Они су се у Земуну сусрели са Љубом Чупом и након два дана заједно отишли за Пешту, а потом за Беч. Рачунали су на помоћ аустријских социјалдемократа и били разочарани јер им они нису пружили ни помоћ ни разумевање за ситуацију у којој се налазе. Потом су отишли у Цирих, али се овде нису дуго задржали јер су им швајцарске власти ускратиле гостопримство. Након тога су се поново вратили у Беч, а одатле у Пешту, где је Димитрије крајем маја присуствовао конгресу Мађарске социјалдемократске партије. Овде их је прихватило Југословенско радничко друштво, чији су чланови прикупили средства како би им обезбедили минимум животних потреба.
У току њиховог боравка у емиграцији, истражни судија Управе града Београда је издао потернице за коловођама демонстрација, док је државни тужилац Првостепеном суду за град Београд доставио списак од 27 најистакнутијих демонстраната, међу којима је Димитрије Туцовић био први на листи оптужених. Како је положај Миливојевића и Јовановића био нешто лакши, они су се крајем маја 1903, непосредно пред династички преврат, вратили у Србију. После мартовских демонстрација, краљ Александар је наставио са својом аутократском политиком, па је само дан касније у ноћи 24/25. марта извео државни удар током кога је суспендовао Устав, распустио Народну скупштину и Сенат, поставио нове председнике и судије свих судова и укинуо неколико закона, међу којима је био и Закон о штампи, након чега је поново вратио Устав. Овакви катастрофални политички потези, били су додатно оправдање официрима-завереницима да што пре изврше свој раније припремљени план о убиству краљевског пара. У ноћи 28/29. маја 1903. група официра, предвођена Драгутином Димитријевићем Аписом, упала је у двор и убила краља Александра и краљицу Драгу, чиме је окончана владавина династије Обреновић.
Династичком сменом, сви оптужени за организовање мартовских демонстрација су били ослобођени, па се Димитрије крајем јуна 1903, након три месеца проведена у емиграцији, вратио у Србију и одмах отишао у Ужице, где је обишао родитеље. Његови другови Радован Драговић и Драгиша Лапчевић налазили су се тада у Београду и заједно са другим социјалистима и социјалдемократима, користећи нову политичку климу насталу након промене режима, активно радили на организовању нових радничких организација.

### Оснивање Социјалдемократске странке
Током боравка у Ужицу, након повратка у Србију, Димитрије је активно радио на организовању нових радничких организација, па су његовом заслугом 19. јула 1903. основане Радничке читаонице у Ужицу и Ивањици. Чланови ових читаоница су изабрали своје делегате који је требало да отпутују у Београд, на Оснивачки конгрес социјалдемократске партије, а међу њима је био и Туцовић. Ипак услед физичке изнуреност, због тромесечног гладовања у емиграцији, али и финансијских потешкоћа, Димитрије није присуствовао Оснивачком конгресу Српске социјалдемократске странке (ССДС) одржаном 2. августа 1903. у Београду. Ипак, Димитрије је био у сталној вези са Радованом Драговићем и Драгишом Лапчевићем и са њима се договарао око непосредних припрема за одржавање Оснивачког конгреса ССДС, на коме су Лапчевић и Драговић били изабрани за председника и секретара странке.
До половине септембра 1903, до када је боравио у Ужицу, Димитрије је активно учествовао у ширењу социјалистичких идеја. Говорио је на радничким зборовима у Ужицу и Чачку, а Радничка читаоница у Ужицу је нарасла на преко 100 чланова чиме се ширење социјалистичких идеја из ужичке реалке пренело у радничке редове, који су активније почели да долазе на политичке зборове и да читају социјалистичке листове и књиге. Убрзо по формирању социјалдемократске странке, у Краљевини Србији су одржани парламентарни избори, на које је руководство странке одлучило да изађе. На Туцовићев предлог у Ужицу је за народног посланика био кандидован Драгиша Лапчевић, а у ужичком округу Драгиша Лапчевић, Јевто Бонџулић, Марко Јосиповић, као и професор Љубо Јовчић и доцент Недељко Кошанин. Услед неравноправне агитационе борбе, током предизборне кампање, Српска социјалдемократска странке је у Ужицу добила свега 22, а у ужичком округу 602 гласа, док је на државном нивоу добила укупно 2.627 гласова и освојила једно посланичко место — др Михаило Илић изабран у Крагујевцу. Појављивање прве радничке странке на парламентарним изборима био је значајан потез за одвикавање радника од навике да гласају за већ постојеће грађанске и националне странке. Такође, велику сметњу остваривању бољег изборног резултата социјалиста представљала је чињеница да су према тада важећем изборном закону право гласа имала само она лица која су плаћала одређену висину пореза, као и да је међу радницима било доста неписмених. Уочавајући ове проблеме, ужичка радничка читаоница је покренула иницијативу за описмењавање радника сматрајући да је писменост основни корак на путу до политичке акције међу радницима.
Половином септембра Димитрије Туцовић је из Ужица дошао у Београд, где је наставио са студијама права, али и са партијским радом. Убрзо по доласку, од руководства странке је био задужен да припреми Раднички календар за 1904, који је требало да представља приручник за раднике. Прилог за календар, Туцовић је тражио и од Карла Кауцког, тада водећег немачког социјалдемократе, а читав посао је завршио већ крајем новембра. Такође, у јесен исте године је био један од предавача на првој синдикалној школи, коју је формирао Радован Драговић. Недуго потом покренут је и партијски часопис Живот, у чијој се редакцији нашао и Димитрије. Почетком 1904. је био задужен за припрему Мајског списа, друге публикације које је издала ССДС, а почетком априла је био међу говорницима на скупу поводом годишњице мартовских демонстрација. Истог месеца је као делегат Чачанског радничког друштва учествовао на Другом конгресу Радничког савеза, као и Другог конгреса ССДС, на коме је између осталог изабрана и нова редакција Радничких новина, коју су чинили: Радован Драговић, уредник; Драгиша Лапчевић и Димитрије Туцовић.

### Партијски рад 1904—1907.
Туцовић је временом све више био ангажован у синдикалном и партијском раду, радио је на организацији првомајских прослава, сарадњи са бугарским студентима социјалдемократама, учествовао је на радничким зборовима у Београду, Ужицу, Пожаревцу и др, а октобра 1904. је био изабран у Суд части при социјалдемократској странци. Посебно признање за свој рад, добио је новембра исте године када је постао члан Главне партијске управе Српске социјалдемократске странке, чиме је и званично постао један од челних људи радничког покрета Србије. Како се у то време разболео уредник Радничких новина Радован Драговић, Димитрије је заједно са Драгишом Лапчевићем преузео све обавезе око уредништва листа. Поред политичких догађаја у Србији, пратио је и дешавања у свету, па је јануара 1905. велику пажњу посветио Револуцији у Русији. Приликом радничког збора одржаног крајем истог месеца у кафани „Коларац”, током кога су о предложеном Закону о радњама говорили Илија Милкић и Драгиша Лапчевић, Туцовић је београдским радницима говорио о борби руског пролетаријата против царизма, као и о Крвавој недељи.
Почетком 1905. радио је на уређивању Мајског списа и припремио предлог Правила Радничког савеза за предстојећи Трећи конгрес, одржан у Крагујевцу 18. и 19. јуна 1905. године. На овом Конгресу је дошло до жучне расправе о јединству радничког покрета, током кога су марксисти, којима је припадао Туцовић, истакли потребу јединства политичке и економске борбе радничке класе, који су били у складу са предлозима усвојеним на међународним социјалистичким конгресима. Са развојем болести Радована Драговића, Туцовићевог школског друга и првог социјалистичког учитеља, Димитрије је све више преузимао његове обавезе у Српској социјалдемократској странци, Београдском радничком друштву и редакцији Радничких новина, где је након његове преране смрти 7. јануара 1906. преузео дужност уредника. Ипак убрзо потом је позван на одслужење војног рока, који је у периоду јануар—децембар 1906. одслужио у Београду, Ваљеву и Ужицу. Током војног рока, завршио је Школу резервних официра и стекао чин потпоручника. Служење војске му је дало више времена да се посвети полагању испита на Правном факултету, па је октобра 1906. дипломирао право.
За време Туцовићевог боравка у војсци, априла 1906. одржан је Четврти конгрес ССДС, а новоизабрана Главна партијска управа рачунала је на њега као на главног партијског „агитатора и организатора” чији ће задатак бити да обилази партијске организације по Србији и помаже им у њиховом организационом и политичком јачању. Непосредно пред повратак из војске, редакција Радничких новина га је половином новембра укључила у свој састав, у коме су се тада налазили Драгиша Лапчевић и Триша Кацлеровић. Њима тројици била је поверена дужност да изврше припреме за покретање Социјалистичке библиотеке, што би значило почетак планског објављивања марксистичке литературе. Већ половином децембра Туцовић је у Београду говорио на неколико радничких зборова, као и на концерту радничке уметничке групе „Абрашевић”. Као делегат ССДС од 23. до 26. децембра 1906. у Осијеку је присуствовао Четвртом конгресу Социјалдемократске странке Хрватске и Славоније, а од 2. до 4. фебруара 1907. у Трсту Шестом конгресу Југословенске социјалдемократске странке. У повратку из Трста, свратио је у Сарајево, где је посетио Главни раднички савез Босне и Херцеговине и Милана Драговића, рођеног брата Радована Драговића.
Упркос напорном раду у редакцији Радничких новина, као и приправничком послу код адвоката Животе Ђурковића, Димитрије је средином фебруара 1907. предао у штампу превод Марксовог дела Најамни рад и капитал, које је одлуком Главне партијске управе штампан у 5.000 примерака. Од половине фебруара до половине марта 1907. у Београду, на Чукарици текао је штрајк радника у фабрикама шећера, коже и обуће. Централни органи радничког покрета пружили су им подршку, а преко 500 штрајкача је поставило страже око фабрике шећера. Како би по сваку цену угушиле штрајк, власти су 14. марта на штрајкаче послале одред од 300 жандарма. У сукобу жандара и штрајкача погинула су четворица, а рањена петорица радника. У знак протеста против полицијске тортуре, сутрадан је био одржан велики раднички збор на коме су говорили Драгиша Лапчевић и Димитрије Туцовић. Овај трагичан догађај Димитрије је помињао и у каснијим приликама и наводио га као разлог заоштравања класних односа. На Четвртом конгресу Главног радничког савеза, одржаном од 5. до 7. маја, одржао је реферат о штрајковима, а на Петом конгресу ССДС, одржаном од 23. до 25. јуна 1907. одржао је реферат о радничкој штампи. Триша Кацлеровић је у току припрема овог Конгреса предлагао Туцовића за секретара партије, али он то није прихватио из разлога јер је планирао да оде на усавршавање у иностранство. Половином јула је од Главне партијске управе затражио оставку на место редактора Радничких новина, али пошто се разболео морао је да одложи пут, због чега је наставио са радом. Током боловања, писао је чланке на новине, као и брошуру Законско осигурање радника у болестима, инвалидству и старости, несретним случајевима у којој се залагао за нека основна права радника из области осигурања и здравствене заштите. Након оздрављења, почетком септембра, напустио је редакцију Радничких новина, где су га заменили Таса Милојевић и Душан Поповић.

### Боравак у Берлину 1907—1908.
Половином октобра 1907. Димитрије Туцовић је отишао у Берлин, на усавршавање са намером да припреми и одбрани докторат из правних наука. Пре тога, он је у Ужицу посетио родитеље и са њима се договорио око одласка у иностранство. Поред напорног рада на припремању доктората, Димитрије је по претходном договору са руководством Српске социјалдемократске странке радио на упознавању радничког покрета Немачке. Већ од почетка новембра, руководство партије му је поштом слало домаће новине, како би могао да прати развој догађаја у земљи, а он је редакцији Радничких новина слао своје текстове. Упоредо је одржавао сталну преписку са својим партијским друговима и пријатељима — Драгишом Лапчевићем, Душаном Поповићем, Драгишом Ђурићем, Тасом Миливојевићем, Недељком Дивцем и др. Упознавао се са истакнутим личностима немачке социјалдемократије и радничког покрета, као и са методама њихове борбе за остваривање радничких права. Са многима од њих, одржавао је везу још док је био у Београду, одакле је слао прилоге за немачки лист Ново време, у којима је писао о стању радничког покрета у Србији и другим јужнословенским територијама. Поред српских социјалиста, одржавао је везу и са социјалистима Босне и Херцеговине, којима је послао прилог са њихов Мајски спис. Посебан доживљај током боравка у Берлину, на Туцовића оставило је присуство Марксовој вечери, марта 1908, коју је организовао Клуб Југословена „Будућност”.
За време његовог боравка у иностранству, Српска социјалдемократска странка је као брошуру објавила његов рад Закон о радњама и социјална демократија, који је штампан у 4.000 примерака. Ипак, пратећи српску радничку штампу, али и одржавајући сталну преписку са Душаном Поповићем, Миланом Стојановићем и др, осетио је одређени застој у борби радничког покрета, као и то да се његово руководство није активно бавило главним питањима борбе, а посебно синдикалним облицима борбе. Незадовољан вестима о стању у радничком покрету, одлучио је да напусти студије и стави се на располагање Српској социјалдемократској странци и Радничком савезу. Руководство ССДС му је након тога једногласно упутило позив да се врати у Србију, што је он и учинио средином априла 1908. године. Одлазак из Берлина, није само прекинуо његове докторске студије, већ и планове о одласку у Америку и упознавање са њиховим радничким покретом.

### Секретар Социјалдемократске странке 1908—1909.
Убрзо након повратка у Србију, Туцовић је на Шестом конгресу ССДС, одржаном од 26. до 28. априла 1908, заједно са графичким радником Николом Николићем, био забран за секретара ССДС, док су за председнике Главне партијске управе били изабрани Недељко Кошанин и Никола Величковић. Убрзо потом, поверена му је и дужност главног уредника Радничких новина. Како би формирао редакцију листа, позвао је у Београд Драгишу Лапчевића, који се тада налазио у Нишу и Душана Поповића, који се налазио у Ужицу. Како се Поповић није одазвао позиву, Туцовић је отпутовао у Ужице у посету родитељима и да Душана лично позове у Београд. Поред Лапчевића и Поповића, у редакцији му је помагао и Илија Милкић. Недуго потом, објављена је његова брошура Закон о радњама и социјална демократија. Током маја 1908. учествовао је на предизборним скуповима ССДС у Нишу, Лесковцу, Врању, Пироту, Београду и Крагујевцу. На парламентарним изборима одржаним 31. маја 1908. Српска социјалдемократска странка освојила је један мандат избором Трише Кацлеровића за народног посланика у Крагујевцу. Након избора, средином године, Туцовић је одлучио да поново оживи партијске организације и оспособи што већи број агитатора и организатора радничког покрета, борећи се за увођење општег права гласа у Краљевини Србији. У овом периоду, на његову иницијативу су штампане дописнице са ликом Радована Драговића и др Михаила Илића, како би се њихови ликови што дуже одржали у сећању радника и других присталица социјалистичког и радничког покрета.
Октобра 1908. Аустроугарска је извршила анексију Босне и Херцеговине, што је довело до Анексионе кризе и додатног нарушавања српско-аустроугарских односа. Руководство ССДС је тада заузело антиратни став и осудило не само званичну политику Аустроугарске, већ и ставове аустријских социјалдемократа, који су правдали потезе своје владе. Своје протесте српски социјалдемократи упутили су Међународном социјалистичком бироу, што им је донело одређени углед и признање код социјалистичких и социјалдемократских вођа, који су такође заузимали антиратни став и осуђивали империјалистичку политику Аустроугарске. Поводом анексије, у Београду је 11. октобра 1908. одржан масован раднички збор на коме је говорио Димитрије Туцовић. Крајем 1908. и почетком 1909. бавио се завођењем реда у вођењу администрације и књиговодства ССДС, као и набавком социјалистичке литературе на немачком и француском језику. Обилазио је партијске организације у Чачку, Параћину, Младеновцу, Смедеревској Паланци, Свилајнцу и другим градовима. Упркос заузетости, сарађивао је у страним социјалистичким листовима како би истина о радничком покрету у Србији стигла до што већег броја социјалиста у Европи. Марта 1909. заједно са Недељком Кошанином, био је изабран за члана Међународног социјалистичког бироа. На Петом конгресу Главног радничког савеза, одржаном априла 1909. у Београду, поднео је Реферат о једној централној инстанци за све опште, класне акције покрета у коме је указао на потребе за обједињавања интереса класне борбе. Тада је заједно са Душаном Поповићем завршио превод књиге Жена и социјализам немачког социјалисте Августа Бебела.
На Седмом конгресу ССДС, одржаном од 30. маја до 1. јуна 1909. поднео је реферат и био поново изабран за секретара странке, док је за председника изабран Драгиша Лапчевић. На овом Конгресу усвојен је нови Статут по коме је Српска социјалдемократска странка (ССДС) променила назив у Српска социјалдемократска партија (ССДП). Поред Лапчевића и Туцовића, у Главној партијској управи су се нашли — Недељко Кошанин, Аца Павловић, Благоје Брачинац и Душан Поповић. Уређивање Радничких новина и даље је било поверено Туцовићу, Лапчевићу и Поповићу. Новембра 1909. у Љубљани је присуствовао Југословенској социјалдемократској конференцији, на којој је поздравио идеју идеју зближавања и сарадње међу радничким покретима у југословенским земљама, али се и критички осврнуо на аустроугарске ставове о националном питању. Након Конференције је отишао у Софију, где је са представницима Бугарске социјалдемократске радничке партије разговарао о сазиву Прве балканске социјалистичке конференције, која је одржана од 7. до 9. јануара 1910. у Београду. Конференција је представљала покушај да се малим балканским народима пружи могућност за уједињење и оснаживање како би се борили против освајачке политике великих европских држава, а присуствовала су јој 34 делегата — 12 из Србије, 10 из Бугарске, 5 из Турске, 3 из Хрватске, 2 из Словеније и по један из Босне и Херцеговине и Румуније. Туцовић је на Конференцији поднео главни реферат Балканско питање и социјална демократија и био један од главних састављача Резолуције којом је балканским народима указана потреба стварања савеза слободних балканских народа путем класне борбе.

### Секретар Социјалдемократске партије 1910—1912.
Значај штампе за раднички покрет био је велики, што показује и чињеница да су Радничке новине покренуте још 1897, односно шест година пре формирања Српске социјалдемократске странке (1903). Њен задатак је био да радницима, али и другим грађанима, тумачили основе програма партије која се борила — за политичке слободе, опште право гласа, тајно гласање, народну војску, увођење самоуправе, одвајање цркве од државе, бесплатно правосуђе и правну помоћ, здравствено осигурање, као и заштиту радника ограничењем радног времена на осам часова, забрану рада деце млађе од 14 година и др. Како би се што боље тумачили програмски циљеви партије, на Туцовићев предлог је 14. јануара 1910. покренут полумесечни часопис Борба. Главни уредник листа био је Туцовић, који се већ налазио у редакцији Радничких новина, а како се он старао о садржају свих бројева листа, лист је називан Туцовићева борба. Овај лист је одиграо значајну улогу у организовању радничке класе, односно у теоријској изградњи руководилаца радничког покрета. У листу су објављивани преводи дела из марксизма, пре свега Карла Маркса и Фридриха Енгелса, као и преводи дела истакнутих теоретичара Друге интернационале — Куцког, Лафарга, Благоева, Бауера, Адлера, Вендела и др. Од домаћих социјалистичких теоретичара, поред уредника Туцовића и Поповића, били су затупљени — Драгиша Лапчевић, Филип Филиповић, Здравко Тодоровић, Недељко Кошанин и др. До јула 1914, када је због почетка Првог светског рата лист престао да излази, изашло је укупно 85 бројева.
У току марта и почетком априла 1910. ССДП је одржала неколико предизборних зборова, од којих је највећи био у Београду, на коме је учествовало 4.000 радника. На овом, али и осталим зборовима тражено је опште право гласа. Једном од зборова, одржаном половином марта у Београду, присуствовао је и представник бугарских социјалдемократа Васил Коларов, који је заједно са Туцовићем био говорник. Општински избори одржани су 10. априла 1910. и на њима је ССДП освојила 20 одборничких места у осам општина. Након избора, одржан је од 19. до 21. јуна 1910. Осми конгрес ССДП на коме је Туцовић поднео извештај о раду Главне партијске управе и реферат Једна централна инстанца за све опште акције покрета. Убрзо након Конгреса основана је Радничка комора која се бавила питањима заштите радника од претеране експлоатације. За њеног председник био је изабран Лука Павићевић, а за секретара Димитрије Туцовић. После конгреса, заједно са Драгишом Лапчевићем, отпутовао је у Софију, где је присуствовао Седамнаестом конгресу Бугарске социјалдемократске радничке партије. Приликом повратка у Србију, посетио је Ниш, а потом и Скопље, где је обишао тамошње социјалдемократе. Крајем јула у Београду је присуствовао радничком збору на коме је говорио о балканском питању и социјалној демократији. Поред њега на збору су говорили — Лав Троцки о руској револуцији и балканским народима, Бохумил Шмерал о аустријском империјализму и балканским народима и В. Левински о неословенству и потиштеним народима.
Средином августа 1910, заједно са Илијом Милкићем, отпутовао је у Загреб, где је присуствовао Шестом конгресу Социјалдемократске странке Хрватске и Славоније, након чега су преко Беча, Прага и Берлина, стигли у Копенхаген, где су од 28. августа до 3. септембра присуствовали Осмом конгресу Друге интернационале. Током рада Конгреса, Туцовић је као цењени социјалиста био биран у свих пет конгресних комисија, а учествовао је и у основању Међународне централе социјалистичких новина. На Конгресу је говорио О питању рата и мира, а у свом говору је упутио критику аустријским социјалдемократама због њихове подршке империјалистичкој политици Аустроугарске и анексије Босне и Херцеговине. Његово говор био је добро примљен, али је изазвао велико изненађење јер аустријски социјалдемократи никада и ни од кога нису били овако критиковани.

### Први балкански рат
Димитрије Туцовић се жестоко противио територијалној експанзији Србије у Првом балканском рату, називајући српско ослобађање Косова империјалним освајањем. Он је сматрао да Косово припада Албанцима и залагао се за припајање Косова Албанији. Након Првог балканског рата и војне кампање на Косову, Туцовић је опомињао да је „извршен покушај убиства с предумишљајем над целом једном нацијом“, што је „злочиначко дело“ за које се „мора испаштати“.

### Велики рат и погибија
Погинуо је као командир 1. вода 1. чете 4. батаљона 1. пука Моравске дивизије првог позива 20. новембра 1914. године у борби против аустроугарске војске у Колубарској бици у Првом светском рату на западном делу Враче брда, у рејону села Ћелије на десној обали реке Колубаре, околина Лајковца.
"Нећу ни сада, као што нисам никада, ни помишљати да себе склањам од судбине која прати цео народ“ - написао је Димитрије Туцовић, уочи смрти, свом оцу. Туцовић је сахрањен недалеко од места погибије, на попришту битке, под једним храстом. Сахраном је руководио његов пријатељ др Драгутин Владисављевић.

## Шест сахрана
Мртвог Туцовића пронашао је његов друг Живко Топаловић, тада ађутант команданта Првог пука Моравске дивизије, који је одмах послао коморџију са коњем да његово тело склони са прве линије и потом сахрани. За сахрану је било одређен неколико војника — четни болничари Адам Читаковић, Адам Чолић, Благоје Савић и неки Јевто, а са њима су била још тројица војника. Штаб Четвртог пука путио је војника Влајка Мартиновића, који је био познат као социјалиста, да сахрани Туцовића, па се и она прикључио овој групи. Сахрана је обављена у подножју Враче брда, испод једног великог храста, поред пута који од Лазаревца води ка Руднику. Након сахране, Мартиновић је на храсту урезао натпис — Овде почива Димитрије Туцовић социјалистички борац за народна дела. Након сазнања за Туцовићеву смрт и сахрану, столар из Лазаревца Миленко Марковић направио је сандук и уз помоћ мештана Шушњара, Туцовићево тело сахранио на сеоском гробљу. Наредбом аустроугарских окупационих власти сви погинули војници у Колубарској бици, сахрањени су у заједничкој гробници на војничком гробљу у Лазаревцу. У одвојеним сандуцима, са именима погинулих, сахрањено је тридесет погинулих официра, међу којима је био и Туцовић, чији је пренос посмртних остатака са гробља у Шушњару извршен 1916. године.
Године 1938. почела је у Лазаревцу градња Храма Светог Димитрија, спомен-цркве у коју су пренети посмртни остаци српских и аустроугарских војника са старог војничког гробља. Ексхумација и пренос посмртних остатака почео је јула 1939. године. Туцовићеви посмртни остаци, тада су смештени у специјални метални сандук број три, док су његове личне ствари стављене у посебан сандук и похрањене у крипти спомен-цркве. Обележавајући тридесетпету годишњицу његове смрти, нова комунистичка власт је новембра 1949. организовала пренос његових посмртних остатака из лазаревачке спомен-цркве у Београд, где су сахрањене на тргу Славија, који је 1951. преименован у Трг Димитрија Туцовића.
Одлуку о преносу Туцовићевих посмртних остатака на Славију донела је Влада Народне Републике Србије, а сам чин преноса одиграо се од 18. до 20. новембра 1949. године. Најпре је у петак 18. новембра у Лазаревцу организован испраћај посмртних остатака, током кога је ковчег са посмртним остацима био изложен у Дому културе, где су му грађани Лазаревца и мештани околних села одавали почаст. У пратњи државно-партијских руководилаца Драгог Стаменковића, Мите Миљковића, Живадина Симића и др, посмртни остаци су у суботу 19. новембра аутомобилом, преко Аранђеловца и Младеновца, пренети у Београд, где их је испред зграде Савеза синдиката Југославије сачекала маса грађана и група високих државно-партијских руководилаца међу којима су били — Ђуро Салај, Вељко Влаховић, Душан Петровић Шане, Митра Митровић, Чедомир Миндеровић и др. Исте вечери, на Коларчевом народном универзитету одржана је свечана академија посвећена Димитрију Туцовићу, на којој је револуционар Моша Пијаде одржао реферат о његовом животу и раду. Свечаној академији је присуствовао председник Владе ФНРЈ маршал Јосип Броз Тито, у пратњи Александра Ранковића, Бориса Кидрича и Франца Лескошека.
У недељу 20. новембра извршена је сахрана Туцовићевих посмртних остатака, који су из зграде синдиката, у пратњи Слободана Пенезића Крцуна, Ратка Дугоњића, Грге Јанкеса и Десимира Јововића, пренети на Славију. У погребној поворци, поред чланова породице Туцовић,  налазили су се и високи државно-партијски функционери Србије и Југославије — чланови Политбироа ЦК КПЈ Моша Пијаде и Благоје Нешковић; секретар Политбироа ЦК КПС Петар Стамболић; председник Савеза синдиката Југославије Ђуро Салај; чланови ЦК КПЈ и Владе ФНРЈ Родољуб Чолаковић, Добривоје Радосављевић, Осман Карабеговић и Божидар Масларић; начелник Генералштаба ЈНА генерал-пуковник Коча Поповић; председница АФЖ Вида Томшич, секретар ЦК Народне омладине Југославије Милијан Неоричић и други представници масовних организација. Погребну поворку је на Славији, дочекала велика маса света, као и председник Президијума Народне скупштине ФНРЈ Иван Рибар, са потпредседницима Владом Зечевићем, Јаковом Блажевићем и Станојем Симићем.
На тргу је тада постављена спомен-биста, аутора вајара Стевана Боднарова. Одлуком Скупштине града Београда, у периоду од 2004. враћени су стари предратни називи многим улицама, па је и Тргу Димитрија Туцовића враћен стари назив Трг Славија. Дана 13. новембра 2016. почела је реконструкција овог трга и донета одлука да посмртни остаци Димитрија Туцовића буду премештени у Алеју великана на Новом гробљу, што је и учињено 15. децембра 2016. уз државне и војне почасти. Ово је била његова шеста сахрана.

## Наслеђе
Након завршетка Првог светског рата и формирања прве југословенске државе, руководства Српске социјалдемократске партије и Социјалдемократске странке Босне и Херцеговине су јануара 1919. позвале на уједињење југословенског радничког покрета и формирање јединствене социјалдемократске партије. Овом позиву одазвале су се разне комунистичке групе и социјалистичке организације, као и део чланства Социјалдемократске странке Хрватске и Славоније. Конгрес уједињења одржан је 20—22. априла 1919. у Београду и на њему је формирана Социјалистичка радничка партија Југославије (комуниста), а упоредо са њим, одржан је и Конгрес синдикалног уједињења на коме је формирано Централно радничко синдикално веће Југославије. Водећу улогу у новој партији имали су Туцовићеви другови и сарадници из Српске социјалдемократске странке, а за прве секретаре партије били су изабрани Филип Филиповић и Живко Топаловић. Туцовићев дугогодишњи сарадник, али и чести политички опонент, Драгиша Лапчевић невољно је прихватио стварање нове партије и није желео да уђе у њено руководство.
Oко тактике и стратегије Партије, у руководству СРПЈ(к) вођена је стална борба између — реформиста-центрумаша, који су се залагали за сарадњу са буржоаским-грађанским партијама и револуционара-комуниста, који су се под утицајем Октобарске револуције у Русији, залагали за социјалистичку револуцију. До кулминације сукоба дошло је на Другом конгресу, одржаном 20—24. јуна 1920. у Вуковару, када је превласт однела револуционарно-комунистичка група услед чега је партија променила назив у Комунистичка партија Југославије (КПЈ). Незадовољна овим стањем, реформистичко-центрумашка група је средином октобра исте године објавила Манифест опозиције КПЈ, након чега је део центрумаша сам напустио Партију, док је други део био искључен одлуком руководства. Међу вођама и једне и друге групе, налазили су се Туцовићеви другови и сарадници. У револуционарној су били Филип Филиповић, Триша Кацлеровић, Павле Павловић, Коста Новаковић, Живко Јовановић, Илија Милкић и др, док су се у реформистичкој налазили Живко Топаловић, Драгиша Лапчевић, Лука Павићевић и др. Недуго након партијског расцепа, Комунистичкој партији је најпре доношењем Обзнане 29. децембра 1920. привремено забрањен рад, а потом је доношењем Закона о заштите државе 1. августа 1921. дефинитивно забрањен рад. Реформистичка група је најпре 27. марта 1921. формирала Социјалистичку радничку партију Југославије (центрумаша), а потом се 18. децембра 1921. ујединила са Југословенском социјалдемократском странком када је настала Социјалистичка партија Југославије.
Комунистичка партија Југославије, која је Народноослободилачком борбом у току Другог светског рата 1941—1945. успела да дође на власт у Југославији, након политичког сукоба са Информбироом и Совјетским Савезом, 1948. почела је да се одриче совјетског бољшевичког утицаја и да истиче своју аутономност, кроз величање личности и догађаја из историје јужнословенског радничког покрета. Уз Светозара Марковића, чију су стогодишњица рођења комунисти свечано обележили 1946. године, Димитрије Туцовић је слављен као један од најзначајнијих личности радничког и социјалистичког покрета у Србији и Југославији и утемељивач КПЈ. У току Народноослободилачког рата његово име је јула 1941. понео Ужички партизански одред, а после рата многе улице, школе, предузећа, омладинске радне бригаде и др. Поводом тридесет и пете годишњице његове погибије, новембра 1949. организован је пренос његових посмртних остатака на трг Славију у Београду, који је у годинама пред Први светски рат био познат као „раднички крај”, с обзиром да се овде налазио Социјалистички народни дом, у коме су се окупљали радници, партијски и синдикални функционери, као и одржавани раднички зборови и демонстрације.
Његова родна кућа у Гостиљу, код Чајетине преуређена је у спомен-музеј. Године 1983. проглашена је за споменик културе од изузетног значаја, а испред куће му је подигнута спомен-биста. У Малом парку у Ужицу, заједно са бистама његових другова Радована Драговића и Душана Поповића, налази се спомен-биста Димитрија Туцовића постављена априла 1957. године. Поред ове, у Ужицу се испред зграде истоимене штампарије налази Туцовићева биста постављена септембра 1976. године.
Три његове бисте постављене су у Београду. На платоу испред Народне банке Србије, на тргу Славија, налази се спомен-биста Димитрија Туцовића, рад вајара Стевана Боднарова. Ова биста првобитно се од 1949. до 2016. налазила на кружном току у центру трга. Копија ове бисте је 2016. постављена на гробу Димитрија Туцовића у Алеји великана на Новом гробљу. Његова биста је 1952. постављена у кругу Прве српске фабрике шећера, која је од 1948. носила назив Индустрија шећера и врења „Димитрије Туцовић”. Ова биста је касније украдена.
Туцовићево име носи библиотека у Лазаревцу, као и три школe — основна школа у Јабучју, код Лајковца; основна школа у Краљеву, која његово име носи од оснивања 1958, и основна школа у Чајетини, која његово име од 1974. године. Испред школа у Чајетини и Краљеву постављене су му спомен-бисте. Културно-уметничко друштво из Београда носи његово име од 1978. године. Учитељска школа у Призрену, која је 1994. прерасла у Учитељски факултет, носила је његово име.
Преко сто улица на територији Републике Србије носи његово име, међу којима су улице у Београду, Крагујевцу, Краљеву, Лесковцу, Нишу, Новом Саду, Суботици и др. Један је од ретких Срба, али и неалбанаца, чије име данас носе улице у Приштини и Липљану.
Поводом шездесете годишњице Туцовићеве погибије, Телевизија Београд је 1974. по сценарију Милована Витезовића снимила тв серију Димитрије Туцовић. Серију од осам епизода, режирао је Едуард Галић, а поред лика Димитрија Туцовића, кога је тумачио Љубиша Самарџић, у њој се појавио читав низ личности из његовог живота — отац Јеврем (Љуба Тадић), мајка Јефимија (Љиљана Крстић), брат Владимир (Марко Тодоровић), као и његови другови и сарадници: Радован Драговић (Миша Јанкетић), Душан Поповић (Петар Божовић), Драгиша Лапчевић (Бата Стојковић), Илија Милкић (Жарко Радић), Триша Кацлеровић (Иван Јагодић), Лука Павићевић (Столе Аранђеловић) и др.

## Дела
Димитрије Туцовић је објавио преко 600 чланака у домаћим и страним листовима, а поред тога објавио је и неколико брошура:
- Борба државног и револуционарног социјализма у Француској (1902)
- Синдикалне организације (1904)
- Синдикати партија (1904)
- Законско осигурање радника (1907)
- Закон о радњама и социјална демократија (1908)
- За социјалну политику (1909)
- Социјал-демократски агитатор (1911)
- У изборну борбу! (1912)
- Порези: једна жалосна глава у политици српске буржоазије (1912)
- Србија и Арбанија: један прилог критици завојевачке политике српске буржоазије (1914)
- Са пута (говори о положају индустријског пролетаријата у Србији) (1914)
- Јединство покрета (1914)

Преводио је дела Карла Маркса, Августа Бебела, Бенедикта Кауцког и др. Сарађивао је у страним листовима: „Vorwärts“, „Arbeiter Zeitung“, као и у часописима „Der Kampf“ и „Dei neue Zeit“. Институт за историју радничког покрета Србије из Београда је у периоду од 1975. до 1981. објавио Сабрана дела Димитрија Туцовића у десет томова.

## Галерија
- Димитрије Туцовић 1914. као капетан Српске војске
- Споменик на тргу Славија, пре уклањања 2016.
- Улица Димитрија Туцовића у Београду
- Биста Димитрију Туцовића испред основне школе у Краљеву
- Споменик на гробу у Алеји великана
- Спомен-обележје на месту погибије на Враче брду